# ちっちゃな雪使いシュガー
『ちっちゃな雪使いシュガー』（ちっちゃなゆきつかいシュガー）は、2001年10月3日から2002年3月27日までTBSの深夜枠にてサイドカットを行い放送されたテレビアニメ作品である。後の2001年12月1日から2002年5月11日までBS-iにてフルサイズ（16:9）の放送も行われている。なお、BS-iでは2003年8月22日と同年8月29日に特別編も放送された。

## 概要
本作品は、TBS製作深夜アニメとしては非常に珍しいアニメオリジナルで製作されたファンタジー作品であり、その内容は人間の少女と妖精の間に生まれた友情と彼女らの心の成長をパステル調のメルヘンチックな世界において描かれている。
2001年12月には全国のTBS系列のテレビ局（一部地域除く）でも第1回分のみの特別版が放送され、冒頭に原作者・蒼はるかからのメッセージが添えられていた（最後は手書きのメッセージだった）。なお、中国放送（RCC）のみ冒頭のメッセージが木村真一郎監督による広島弁を交えたものに差替えられていた（木村監督が広島県出身であるため）。
主題歌には、「シュガー・ベイビー・ラヴ」（イギリスのバンドルベッツの曲で、日本でもWinkなどのアーティストがカバー曲を発表している）を用いている。
このほか、BH SNOW+CLINICによるコミック版が角川書店から、大河内一楼による小説版が富士見書房から、それぞれ出版されている。

## あらすじ

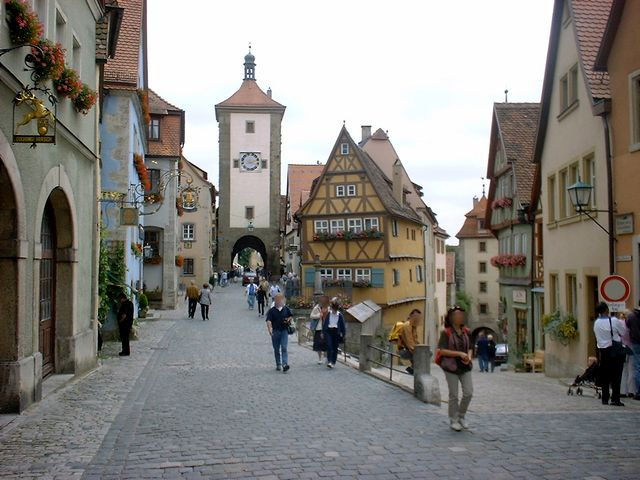
ミューレンブルクのモデルのドイツ・ローテンブルク（写真は名所のPlönlein）

架空の街・ミューレンブルク（ドイツのローテンブルクをモデルにしている）に住むサガという人間の少女が、妖精の世界から人間界に修業のためにやってきたシュガーという季節使いと出会い、生活を共にしつつ心の交流を育み、成長していくという物語である。また、サガとシュガーだけでなく、多くの登場人物も相互に影響しあって物語を形作っている。なお、季節使いたちの成長は“「きらめき」と呼ばれる何か”という形をとって象徴的に描かれており、同時にこの「きらめき」をたくさん見つけることが彼らの修業の目的であるという設定となっている。

## 登場人物

### 主要人物
サガ・ベルイマン
声 - 浅野真澄
本作品の主人公で、ミューレンブルクに住む11歳の人間の少女。季節使いを見ることができる稀な人間でもある。彼女の両親はすでに亡くなっており、このため祖母・レジーナと2人で暮らしている。性格は明朗快活、決断力にも富んでおり、クラスの人気者である。趣味はピアノ演奏とスケジュール管理。ただ、彼女は人から自分の未熟さの原因を死んだ母親に帰されることを極端に嫌うあまり常に模範的な人間であるよう心がけており、その反動で若干心の余裕を無くしてしまっているきらいがある（スケジュール管理に極端にこだわるなどの行動がこれを象徴している）。しかしシュガーたちとの生活を通じて少しずつ心の余裕を取り戻していく。「サガ」の名は映画『マイライフ・アズ・ア・ドッグ』のヒロインに由来する。
シュガー
声 - 川上とも子
本作品のもう1人の主人公で、ピッコロのような魔法の楽器で雪を操る季節使いである「雪使い」見習いの少女。年齢は人間の9歳相当。高名な雪使いである母親を目指し努力はしているが、雪を操る腕は未熟。妖精界から修業のためにミューレンブルクにやってきて、サガと出会う。気の向くままに行動し何かに夢中になると周りが見えなくなるという彼女はまさに幼い子供そのものであり、おまけに常に騒々しい。しかし、成り行きで始めたサガとの同居生活を通して、人を思いやる心、人を助けようとする心などを身につけていく。なお、サガに「わっほー」（ワッフルのこと）をもらってから、それが大好物になる。
ソルト
声 - サエキトモ
トランペットのような魔法の楽器で太陽を操る季節使いである「太陽使い」の見習いの少年。年齢は人間の9歳相当。シュガーと同じく人間界に修業にやってきた。シュガー、ペッパーと仲がよく、行動をともにすることが多い。性格は直情径行型で好奇心旺盛。また彼は、厳格な太陽使いの父の影響で太陽使いの仕事に強い誇りを持っているが、その一方でそういう自分に若干の疑問も抱いている。
ペッパー
声 - 水橋かおり
ハープのような魔法の楽器で風を操る季節使いである「風使い」の見習いの少女。年齢は人間の9歳相当。シュガーと同じく人間界に修業にやってきた。シュガー、ソルトと仲がよく、行動をともにすることが多い。性格は温厚でのんびり屋だが、芯は強い。また彼女は動物と話すことができるという特殊な能力を持っており、人間界での住処も動物病院である。
ジンジャー
声 - 三石琴乃
バイオリンのような魔法の楽器で雨を操る季節使いである「雨使い」の女性でミューレンブルク周辺を担当している。年齢は人間の20歳相当。クールなようでいて情に厚いシュガーたち季節使い見習いの良き先輩。
ターメリック
声 - 野島健児
チェロのような魔法の楽器で雲を操る季節使いである「雲使い」の男性でミューレンブルク周辺を担当している。年齢は人間の20歳相当。仕事一筋のあまり超然としたところがあるナイスガイ。アニメではソルトの将来に影響をもたらすことに。
長老さま
声 - 立木文彦
指揮棒のような魔法の道具で全ての季節を操ることができる季節使いの長。通常は妖精界にいるのだが、愛しのジンジャーを追って人間界にやって来た。トボけた振る舞いが多いが、実は見習いも含めた季節使いたちの行動をしっかりと見守っている季節使いたちのよき理解者である。
バジル
声 - 小林由美子
太鼓のような魔法の楽器で雷を操る季節使いである「雷使い」の見習いの少年。年齢は人間の9歳相当。悪戯好きでシナモンとつるんでいる。
シナモン
声 - 平松晶子
シンバルのような魔法の楽器で雹を操る季節使いである「氷使い」の見習いの少年。年齢は人間の9歳相当。普段はクールだが、楽器を演奏する際には性格が豹変する。悪戯好きでバジルとつるんでいる。容姿や性格のモチーフは、シンガーソングライターのGACKT。

### 主要人物の関係者
グレタ
声 - 西村ちなみ
サガの同級生。物語上では最近ミューレンブルクに引越してきたお金持ちのお嬢様である。けっして性格が悪いわけではないが、プライドが高いせいか何かにつけて高飛車な態度を取りがちでもある。また彼女は、クラスの人気者であるサガを高く評価しており、それゆえにサガに認められたいという意識が強い。ただそれを素直に表現することができないため、何かにつけてサガに意味があるとは言い難い勝負を挑んでしまう（大抵は空回りに終わる）という憎めない娘でもある。
ノーマ
声 - 石毛佐和
サガの同級生。サガ、アンヌと仲がよい。明朗快活で嫌なことがあっても水に流す朗らかな性分だが、若干いい加減な性格ともいえる。また、ファッションに強い興味を持っているが、趣味はかなり前衛的である。
アンヌ
声 - 中川亜紀子
サガの同級生。サガ、ノーマと仲がよい。性格は温厚でおとなしい。演劇に興味を持っており、物語が進むにつれて舞台脚本家になることを目指すようになる。
フィル
声 - 真田アサミ
サガの同級生。将来科学者となることを目標としており、アラン、ジャンを引き連れて日々（無謀な）科学実験に勤しんでいる。
アラン
声 - 福島潤
サガの同級生。フィル、ジャンと仲がよい。特にフィルには彼の科学実験に付き合わされることが多い。弟がいるがそっくり。
ジャン
声 - 笹本優子
サガの同級生。フィル、アランと仲がよい。特にフィルには彼の科学実験に付き合わされることが多い。この3人の中では一番普通。
ポール
声 - 松本保典
サガがよくピアノ（実は彼女の母の形見）を弾かせてもらいに行く楽器店の店員。店長にサガが見つからないように取り計らってくれている。サガが抱える事情に詳しく彼女に同情的である。
店長
楽器店の店長。かなり厳しい人である（実はこの性格は演出で、サガが展示品のピアノを弾くことを黙認していたという事実がある）。
レジーナ
声 - 秋元千賀子
サガの母方の祖母。両親のいないサガと2人暮らしをしつつ彼女の面倒を見ている。無理をしがちなサガを心配しつつも、温かく見守っている。
イングリット・ベルイマン
声 - 皆口裕子
サガの母。既に亡くなっている。かつては有名なピアニストであり、ミューレンブルクではピアノの先生をしていた。サガにとっては理想の人物である。名前は女優のイングリッド・バーグマンに由来する。
カノン
声 - 川田妙子
レジーナの知り合いの娘。年齢は3歳。一時的にサガが彼女の面倒を見ることになる。やんちゃでサガを困らせてばかりいるが、サガを姉のように慕っている。
ハンナ
声 - 平松晶子
サガの通う学校の先生で彼女の担任。ランスロットという名の亀を飼っている。
ルキーノ
声 - 鈴木清信
サガのアルバイト先の喫茶店「リトル・ミィ」の店長。非常に大らかで優しいが、邪魔者には容赦ない。
ヘンリー
声 - 梅津秀行
ミューレンブルクにある観光向けの塔の管理人。

### ハモンド劇団
街から街へ興行を行っている劇団。劇の内容は勿論、ファンサービスもよく、自分に会いに来たファンのために直接、出迎えてくれたりもした。
ヴィンセント
声 - 岩田光央
ハモンド劇団の役者兼ピアニスト。かつては有名なオーケストラでピアノ奏者を務めていた。劇団の興行でミューレンブルクを訪れ、サガと出会うことになる。かつて季節使いの姿が見えていた。
シェリル
声 - 浅野まゆみ
ハモンド劇団の役者。劇では主人公を担当。美男子然とした風貌で劇でも男性役をやっているが実際は男装した麗人であり、つまり女性である。ノーマが惚れており、最初は男性だと思っていたが女性と知ったことでショックを与えてしまった。

### その他
ナレーター
声 - 名古屋章

## スタッフ
- 原作 - 蒼はるか
- 監督 - 木村真一郎
- 企画監修 - 桜井弘明
- シリーズ構成 - やまだやすのり
- キャラクター原案 - コゲどんぼ
- キャラクターデザイン - 川嶋恵子
- 美術監督 - 小林七郎
- 色彩設計 - 店橋真弓
- 撮影監督 - 鈴木洋平
- 編集 - 西山茂
- 音楽 - 光宗信吉
- 音響監督 - 鶴岡陽太
- プロデューサー - 関戸雄一、金原威也、蜂屋誠一、源生哲雄、松倉友二
- アニメーション制作 - J.C.STAFF
- 制作協力 - パイオニアLDC、ブロッコリー、角川書店
- 製作 - シュガー製作委員会、TBS

## 主題歌

### オープニングテーマ
「Sugar Baby Love」（第2話以降）
作詞・作曲 - W.BICKERTON,T.WADDINGTON / 日本語詞 - JOE LEMON / 編曲 - 光宗信吉、歌 - 石田燿子

### エンディングテーマ
「Snow flower」
作詞 - 飯塚麻鈍 / 作曲・編曲 - 光宗信吉 / 歌 - 山本麻里安
「こころのピアノ」（特別編）
作詞 - きさらぎそら / 作曲・編曲 - 光宗信吉 / 歌 - 浅野真澄

## 各話リスト
| 話数   | サブタイトル                 | 英題                                      | 脚本           | 絵コンテ     | 演出       | 作画監督                 |
| ------ | ---------------------------- | ----------------------------------------- | -------------- | ------------ | ---------- | ------------------------ |
| 1      | サガ、シュガーと出会う       | Saga Meets Sugar                          | やまだやすのり | 木村真一郎   | 木村真一郎 | 川嶋恵子                 |
| 2      | ちっちゃなルームメイト       | An Itsy-Bitsy Roommate                    | 水上清資       | 木村真一郎   | 平池芳正   | 中山由美                 |
| 3      | きらきら、ぽかぽか、ふわふわ | Twinkle-Twinkle, Comfy-Warm, Puffy-Fluffy | 堀井明子       | 木村真一郎   | 平池芳正   | 中山由美                 |
| 4      | 「きらめき」はどこ?          | Where Are The "Twinkles"?                 | やまだやすのり | 吉田義樹     | 玉野陽美   | 大河原晴男               |
| 5      | 長老さま現る!!               | The Elder Arrives!!                       | 水上清資       | 吉田義樹     | 水無月弥生 | 古田誠                   |
| 6      | ゴメンねがいえなくて         | I Couldn't Say Sorry                      | 水上清資       | 福多潤       | 高瀬節夫   | 石井ゆみこ               |
| 7      | 心をつなぐメロディー         | Heart Joining Melody                      | やまだやすのり | 別所誠人     | 長尾粛     | 松田寛                   |
| 8      | 夢のカタチ                   | The Shape of Dreams                       | 堀井明子       | 巴男吾       | 玉野陽美   | 大河原晴男               |
| 9      | クマのピアニスト             | The Bear Pianist                          | 水上清資       | 木村真一郎   | 平池芳正   | 中山由美 川嶋恵子 小澤郁 |
| 10     | バックステージハプニング     | A Backstage Happening                     | 大久保智康     | 玉野陽美     | 長尾粛     | 古田誠                   |
| 11     | あたしの好きなピアノ         | My Favorite Piano                         | やまだやすのり | 長澤剛       | 高瀬節夫   | 日高真由美               |
| 12     | さよなら、クマさん           | Goodbye, Mr. Bear                         | 堀井明子       | 福多潤       | 湖山禎崇   | 松田寛                   |
| 13     | 「きらめき」みつけた!?       | A "Twinkle" Found!?                       | 水上清資       | 別所誠人     | 玉野陽美   | 竹内昭 河野稔            |
| 14     | ペッパーとカメさんの夢       | Pepper and The Dream of Mr. Turtle        | 大久保智康     | 玉野陽美     | 水無月弥生 | 中山由美                 |
| 15     | ちっちゃなお客さま           | The Tiny Guest                            | やまだやすのり | 桜美かつし   | 山口頼房   | 三浦貴弘                 |
| 16     | 遠いまちの初雪               | The Faraway Town's First Snow             | やまだやすのり | 島津奔       | 長尾粛     | 古田誠                   |
| 17     | シュガーを待ちながら         | While Waiting For Sugar                   | 大久保智康     | 福多潤       | 高瀬節夫   | 石井ゆみこ 屋幸秀        |
| 18     | おまつり、ワッホー!          | Festival! Waffo!                          | 堀井明子       | 鈴木利正     | 湖山禎崇   | 松田ひろし 岡野幸男      |
| 19     | ふたりだけの思い出           | One Memory For Two                        | 水上清資       | 巴男吾       | 平池芳正   | 小澤郁                   |
| 20     | 消えちゃった約束             | The Vanished Promise                      | やまだやすのり | 別所誠人     | 和田裕三   | 河野稔                   |
| 21     | ひとりぼっちのふたり         | The Lonely Two                            | 大久保智康     | 桜美かつし   | 山口頼房   | 三浦貴弘                 |
| 22     | ゴメンね、シュガー           | I'm sorry, Sugar                          | やまだやすのり | うえだしげる | 長尾粛     | 古田誠                   |
| 23     | ミューレンブルクの小さな奇跡 | Tiny Miracle at Muhlenburg                | 水上清資       | 島津奔       | 桜美かつし | 中山由美                 |
| 24     | あたしはここにいるよ         | I'm Right Over Here                       | やまだやすのり | 木村真一郎   | 木村真一郎 | 川嶋恵子                 |
| 特別編 | その胸にあるもの 前編        | What's In Your Heart（Part 1）            | やまだやすのり | 木村真一郎   | 木村真一郎 | 小澤郁                   |
| 特別編 | その胸にあるもの 後編        | What's In Your Heart（Part 2）            | やまだやすのり | 木村真一郎   | 木村真一郎 | 川嶋恵子 松田寛 古田誠   |

## 放送局
| 放送地域            | 放送局        | 放送期間                      | 放送日時           |
| 本放送              | 本放送        | 本放送                        | 本放送             |
| ------------------- | ------------- | ----------------------------- | ------------------ |
| 関東広域圏          | 東京放送      | 2001年10月2日 - 2002年3月26日 | 火曜 26:20 - 26:50 |
| 日本全域            | BS-i          | 2001年12月1日 - 2002年5月11日 | 土曜 7:30 - 8:00   |
| 日本全域            | TBSチャンネル | 2003年1月7日 - 3月31日        | 火曜 26:00 - 27:00 |
| 第1話のみの特別放送 |               |                               |                    |
| 福岡県              | RKB毎日放送   | 2001年12月2日                 | 日曜 26:05 - 26:35 |
| 長野県              | 信越放送      | 2001年12月12日                | 水曜 25:05 - 25:35 |
| 中京広域圏          | 中部日本放送  | 2001年12月12日                | 水曜 26:25 - 26:55 |
| 青森県              | 青森テレビ    | 2001年12月13日                | 木曜 25:45 - 26:15 |
| 広島県              | 中国放送      | 2001年12月13日                | 木曜 26:50 - 27:20 |
| 岩手県              | IBC岩手放送   | 2001年12月15日                | 土曜 26:10 - 26:40 |
| 大分県              | 大分放送      | 2001年12月15日                | 土曜 26:24 - 26:54 |
| 近畿広域圏          | 毎日放送      | 2001年12月15日                | 土曜 26:45 - 27:15 |
| 山口県              | テレビ山口    | 2001年12月17日                | 月曜 26:15 - 26:40 |
| 愛媛県              | 伊予テレビ    | 2001年12月17日                | 月曜 25:20 - 25:50 |
| 長崎県              | 長崎放送      | 2001年12月17日                | 月曜 25:20 - 25:50 |
| 宮崎県              | 宮崎放送      | 2001年12月17日                | 月曜 25:25 - 25:54 |
| 山梨県              | テレビ山梨    | 2001年12月17日                | 月曜 25:55 - 26:25 |
| 熊本県              | 熊本放送      | 2001年12月18日                | 火曜 26:15 - 26:45 |
| 石川県              | 北陸放送      | 2001年12月20日                | 木曜 26:30 - 27:00 |
| 高知県              | テレビ高知    | 2001年12月21日                | 金曜 25:25 - 25:55 |
| 北海道              | 北海道放送    | 2001年12月29日                | 土曜 26:50 - 27:20 |
| 特別編              |               |                               |                    |
| 日本全域            | BS-i          | 2003年8月21日・8月28日        | 木曜 25:00 - 25:30 |
| 日本全域            | TBSチャンネル | 2004年2月23日                 | 月曜 17:00 - 17:50 |

## CD

### 音楽CD
全てパイオニアLDCより発売。
- Sugar Baby Love/Snow flower（2001年10月24日、PICA-0009）
- ちっちゃな雪使いシュガー music note.1（2001年11月22日、初回限定盤：PICA-1247、通常盤：PICA-1234）
オープニング・エンディングテーマのテレビサイズや、劇中で使用されているBGM、キャラクターメッセージなどを収録。
初回限定盤にはシュガーCDシリーズ5枚を収納可能な特製CD-BOXが付属。
- ちっちゃな雪使いシュガー magical stage.1（2001年12月21日、PICA-0010）
キャラクターソング、ドラマ、声優コメントなどを収録。
- ちっちゃな雪使いシュガー magical stage.2（2002年2月22日、PICA-0011）
キャラクターソング、ドラマ、声優コメントなどを収録。
- ちっちゃな雪使いシュガー music note.2（2002年3月22日、PICA-1235）
浅野真澄が歌う特別編エンディングテーマ「こころのピアノ」、劇中で使用されているBGM、挿入歌、キャラクターメッセージなどを収録。

### ドラマCD
ブロッコリーより発売。
- ちっちゃな雪使いシュガー ドラマCD（2002年3月30日、GCFC-026）
ラジオ『でじこのへや』で放送されたラジオドラマ全12話を収録。出演は川上とも子、浅野真澄、サエキトモ、水橋かおり。

| 話数 | サブタイトル         |
| ---- | -------------------- |
| 1    | ふたりの出会い       |
| 2    | ワッフル買いに       |
| 3    | ピアノとサガ         |
| 4    | ハンナ先生の心配     |
| 5    | 伝説の波使い？       |
| 6    | 仲直りの手紙         |
| 7    | ふたりの試験         |
| 8    | 北風と太陽           |
| 9    | 煙突の中のきらめき？ |
| 10   | 理想の季節           |
| 11   | ポカポカの雪         |
| 12   | シュガーの雪         |

### Windows向けCD-ROM
ブロッコリーより発売。
- ちっちゃな雪使いシュガー デスクトップアクセサリー（2002年12月27日、PBGP-0008）
スクリーンセーバー、アイコン、マウスポインタ、壁紙、システムボイスを収録。

## 関連書籍

### 漫画
『ちっちゃな雪使いシュガー』
原作：蒼はるか / 作画：BH SNOW+CLINIC / キャラクター原案：コゲどんぼ / 出版社：角川書店（角川コミックスドラゴンJr.）
月刊ドラゴンジュニアで連載。
1. 2001年12月 ISBN 4-04-712285-8
2. 2002年7月 ISBN 4-04-712301-3
3. 2002年12月 ISBN 4-04-712314-5

『ちっちゃな雪使いシュガー シュガーのちっちゃな宝石箱』
原作：蒼はるか / 著者：BH SNOW+CLINIC、鈴木理華、ゆうくりっど、白樺リオ、柚庭千景、鈴木あると、まりも、鈴かゆうま / 出版社：角川書店（角川コミックスドラゴンJr.）
コミックアンソロジー。
- 2002年6月 ISBN 4-04-712300-5

### 小説
『ちっちゃな雪使いシュガー』
著：大河内一楼 / 原作：蒼はるか / イラスト：コゲどんぼ（表紙）、まりも（挿絵） / 出版：富士見書房（富士見ファンタジア文庫）
ドラゴンマガジンで連載。
- 2002年8月 ISBN 4-8291-1452-5

### その他の関連書籍
『ちっちゃな雪使いシュガー きらめきブック』
出版社：角川書店
原画・設定資料集。
- 2002年5月 ISBN 4-04-853499-8

ロマンアルバム
出版社：徳間書店
- 2002年6月 ISBN 4-19-720204-0